# Gonzalo Rivas Novoa
Gonzalo Rivas Novoa (Chinandega, Nicaragua, 1906 - San Salvador, El Salvador 1958) fue un escritor, periodista, poeta y humorista nicaragüense que firmó sus obras con el seudónimo «Ge Erre Ene», la transcripción de los nombres de las letras iniciales de su primer nombre y apellidos. Su obra más notable es Morado, libro de poesía bufa en el cual parodia poemas de Rubén Darío.

## Reseña biográfica
De origen chinandegano, era hermano de Gabriel Rivas, conocido como «Gabry Rivas» su nombre hollywoodense.
En sus años mozos ejerció como secretario privado del famoso «Chico Cabuya», dejando testimonio de ello en su libro General Pancho Cabuya y otras aventuras centroamericanas.

## Morado, su obra poética
En su libro Morado de poesía bufa reunió varias parodias de poemas de Azul..., libro primigenio de Rubén Darío.

### Valoración
Sin irreverencia manifiesta, Ge Erre Ene, sin relación aparente con los vanguardistas criollos de Granada, bajó de su pedestal a Darío, llevándolo a la acera a través de las parodias que realizó de algunos de sus poemas.
Lo genial de su pluma descansa en gran parte en su carácter, pues era una persona extremadamente sencilla y humilde, sin pretensiones de ninguna clase, que se mezclaba con el pueblo y llegó a compenetrarse en todos los vericuetos de la idiosincrasia tan especial del nicaragüense.
De esta forma, las parodias de los versos de Rubén Darío llegan a sorprender por transformar una inspiración de lo sublime a lo estrictamente callejero.

### Parodias de poemas darianos
Así, «Lo fatal» se convierte en «El Caracol»:
«Dichoso el asno que es apenas comprensivo,»
El conocidísimo "A Margarita Debayle" pasa a ser "Cupertina":
Era este un rey que tenía
por docenas las amantes
una hermosa pulpería
con una urna y dos estantes
una linda mandolina
un reló de hacer cu-cú
y una muchacha monina
tan malcriada Cupertina
tan malcriada como tú."
Nunca imaginó Rubén Daríoque aquel delicado "Era un aire suave...", se convertiría en el flatulento "Y fue un aire suave...":
"Y fue un aire suave de paisados giros...
todos se miraron con ciertos recelos
y tras las risitas y tras los suspiros
recayó la culpa sobre los chicuelos."
Mientras que "Sonatina" se vuelve "Suena y trina":
"La Ciriaca está triste, qué tendrála Ciriaca?
hace días que sueña que le mueven la hamaca
que le sueltan la trenza, que la ahoga el calor."
Ge Erre Ene transforma "A Don Quijote de la Mancha" en "Melisandro", personaje popular de la Managua de antaño, con la parodia "Letanías de Nuestro Señor Melisandro":
"Rey de los incautos, señor de los tistes
que en un día de eclipse de luna naciste
y por eso tienes cara de ratón."
"La cabeza del Rabí", se convirtió en "El pescuezo del chofer":
"Cuentos quiere niña fella?
conozco más de un millar
el cuento de un militar
de un redactor de La Estrella
de las ruinas de Pompeya
y un gringo conservador."
El popular "Del Trópico", tantas veces seleccionado para que un niño se luciera declamándolo en una velada escolar, se encuentra en Morado bajo el título, "Por la Vereda Tropical", prestado a su vez del músico mexicano, Gonzalo Curiel:
"Que alegre viene doña Juanita
Que zandungueo tan requeté
Su perro ladra, su pito pita
y si se pone coloradita
es por aquello del “vous sabez”"
Los aires marciales de "La Marcha Triunfal" dan paso a la apetitosa "La Manya Rural":
"Ya viene el banquete
ya viene el banquete, ya se oye sonar la comida
satúrase el aire de olor a filete
ya viene, Qué alegre, el momento de hacer por la vida."
Merece una especial mención, la parodia que Ge Erre Ene realizó del extenso poema "Alí", bajo el nombre de "El Negro Ají":
"Perdón, hermosa Crispina
nunca creí molestarte
y, a echar pulgas a otra parte.
No vuelvo a venir aquí.
Ya me voy a la cantina
más te dejo en la memoria
una espeluznante historia
la historia del negro Ají."
En Morado también se encuentra el célebre poema "Reír Llorando" de Juan de Dios Peza, que Rivas Novoa cambió a "Salir Perdiendo":
"En este mundo ruin, sted yo miro,
hay que evitarse de meter la para
porque si sabe sted capear un tiro,
otros saben tirar por la culara."

## Actualidad
La figura de Ge Erre Ene se ha difuminado hasta el punto que de su vida se guardan episodios que en la distancia parecen leyendas de la Managua de antaño. 
Hoy en día, encontrar una versión impresa de alguna de sus obras es misión casi imposible, pues la única que ha sido reimpresa en varias ocasiones 
es su libro "Morado", en donde aparecen las mejores parodias de los versos de Rubén Darío, así como unas cuantas de otros autores.